# Madecassometallyra madecassa
Madecassometallyra madecassa är en skalbaggsart som beskrevs av Pierre Lepesme och Stefan von Breuning 1956. Madecassometallyra madecassa ingår i släktet Madecassometallyra och familjen långhorningar.
Artens utbredningsområde är Madagaskar. Inga underarter finns listade i Catalogue of Life.